# Eristalinus barclayi
Eristalinus barclayi är en tvåvingeart som först beskrevs av Mario Bezzi 1915.  Eristalinus barclayi ingår i släktet slamflugor, och familjen blomflugor. Inga underarter finns listade i Catalogue of Life.